# Engrand Leprince
Pour les articles homonymes, voir Leprince.

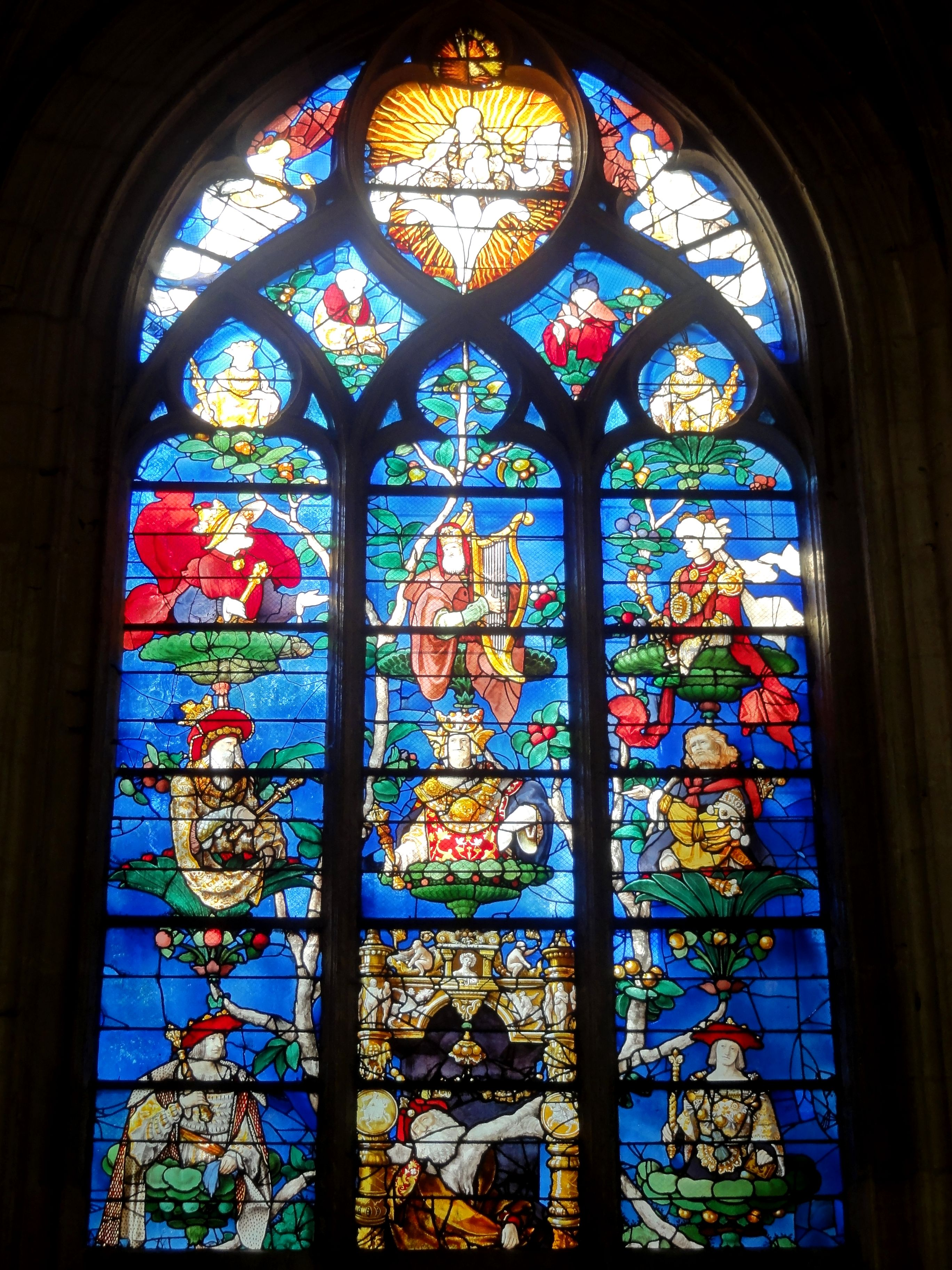
Arbre de Jessé, vitrail de l'église Saint-Étienne de Beauvais, 1522-1525.

Engrand ou Angrand Leprince est un maître-verrier français originaire de Beauvais mort en 1531. Il fait partie d'un atelier familial actif entre 1491 et 1555, dont font également partie Jean, Nicolas et Pierre Leprince. Il est considéré comme l'un des plus talentueux maîtres verriers de la Renaissance française. Il fut principalement actif en Picardie et en Normandie.

## Style
Son art se caractérise par la variété de la composition des visages, à leur subtil modelé, par un dessin précis mais vif et par un recours très raffiné au jaune d’argent. Une de ses réalisations les plus célèbres est le vitrail de l'Arbre de Jessé de l'église Saint-Étienne de Beauvais, exécuté vers 1522-1525.

## Œuvres
- Certains vitraux de la cathédrale Saint-Pierre de Beauvais.
- Certains vitraux de l'église Saint-Étienne de Beauvais, dont l'Arbre de Jessé.
- Metz, Musée, par l'atelier familial.
- Vitrail de Charles Villiers de l'Isle-Adam de la collégiale Saint-Martin de Montmorency, monogrammé E. L. P.
- Trois vitraux de l'église Sainte-Jeanne-d'Arc de Rouen, jadis dans le chœur de l' église Saint-Vincent de Rouen (détruite en 1944), par Engrand et Jean Leprince
- Des vitraux à l'église Notre-Dame de Louviers.